# Gábor Éva (színművész)
Gábor Éva (Eva Gabor) (Budapest, 1919. február 11. – Los Angeles, Kalifornia, 1995. július 4.) magyar származású amerikai színésznő, komikus, énekes.

## Fiatalkora és karrierjének kezdete
Gábor Vilmos és Tilleman Janka gyermekeként született, zsidó családban. Testvérei Gábor Magda és Gábor Zsazsa. Már húszévesen az Egyesült Államokban próbált színészi karriert kezdeni, itt ismerkedett meg későbbi férjével, dr. Eric Drimmer svéd csontkováccsal, akivel 1939-ben kötött házasságot.
Első amerikai filmszerepe a Paramount stúdiónál a Kényszerleszállás című 1941-es filmben volt, majd ezt követően számos filmben szerepelt az 1950-es években, többek közt Elizabeth Taylor vagy Dean Martin oldalán az Amikor utoljára láttam Párizst és az Egy csókkal kezdődött alkotásokban. 1953-ban saját televíziós talk showt kapott, de az Eva Gabor show mindössze fél évig volt adásban. Az 1950-es években és az 1960-as évek elején a televízióban és a filmekben is egyaránt játszott.

### Green Acres
Gábor Éva játszotta Lisa Douglas szerepét a Green Acres televíziós sorozatban. Az 1965-ben induló sorozat cselekménye szerint Lisa férje, az ügyvéd Oliver Douglas (Eddie Albert) elhagyja a nagyvárost és farmot vásárol, ezzel pedig feleségét is vidéki életmódra kényszeríti. A sorozat a CBS-en volt látható és ugyanúgy Hooterville-ben játszódott, mint a Petticoat Junction, ami a Green Acres testvérsorozata volt és amiben Gábor Éva szintén Lisa karakterét alakította. A sorozat a maga idejében nagy népszerűségnek örvendett, az első négy évadot követően azonban leállították, csakúgy, mint az 1971-ben szintén törlésre kerülő The Beverly Hillbillies-t, amiben Gábor Éva epizódszerepeket játszott.

## Kései évek
Gábor Éva később animációs filmekben szinkronizált, a Macskarisztokratákban Hercegnő, A mentőcsapat című filmben és folytatásában pedig Miss Bianca karakterét. Eddie Alberttel 1983-ban ismét együtt szerepelhetett egy Broadway-darabban, 1990-ben pedig egy szitkom sorozatban vállalt szerepet. A posztkommunista Magyarországra negyven év elteltével tért vissza, amikor a Gazdagok és híresek élete egyik epizódjában szerepelt.

## Házasságai és kapcsolatai
- Eric Drimmer, svéd csontkovács. 1937 júniusában Londonban házasodtak össze, 1942. február 25-én Los Angelesben váltak el.[14]
- Charles Isaacs, amerikai bróker.[15] 1943. szeptember 27-én házasodtak össze, és 1949. április 2-án váltak el.
- John Elbert Williams, plasztikai sebész. 1956. április 8-án házasodtak össze, majd 1957. március 20-án elváltak.[16]
- Richard Brown, író és rendező.[17][18] A Flamingo Hotelben, Nevada városában, Las Vegasban házasodtak össze 1959. október 4-én, majd 1973 júniusában Kaliforniában elváltak.[17][19]
- Frank Gard Jameson Sr., a Rockwell International korábbi alelnöke.[20] 1973. szeptember 21-én házasságot kötöttek, majd 1983-ban váltak el.[21] Gábor Jameson négy gyermekének mostohaanyja lett.[20]
- Gábor Éva haláláig Merv Griffin producerrel élt kapcsolatban, annak ellenére, hogy abban az időben sokat pletykáltak Griffin homoszexualitáról.[22]

## Az üzleti világban
Testvéreivel ellentétben Gábor Éva az üzleti világban is szerencsét próbált, 1972-ben a kubai származású Coty-díjas dizájnerrel, Luis Estevezzel egy, a saját nevét viselő ruhakollekciót adott ki, és ő volt az Eva Gabor International nevű cég elnöke is.

## Halála

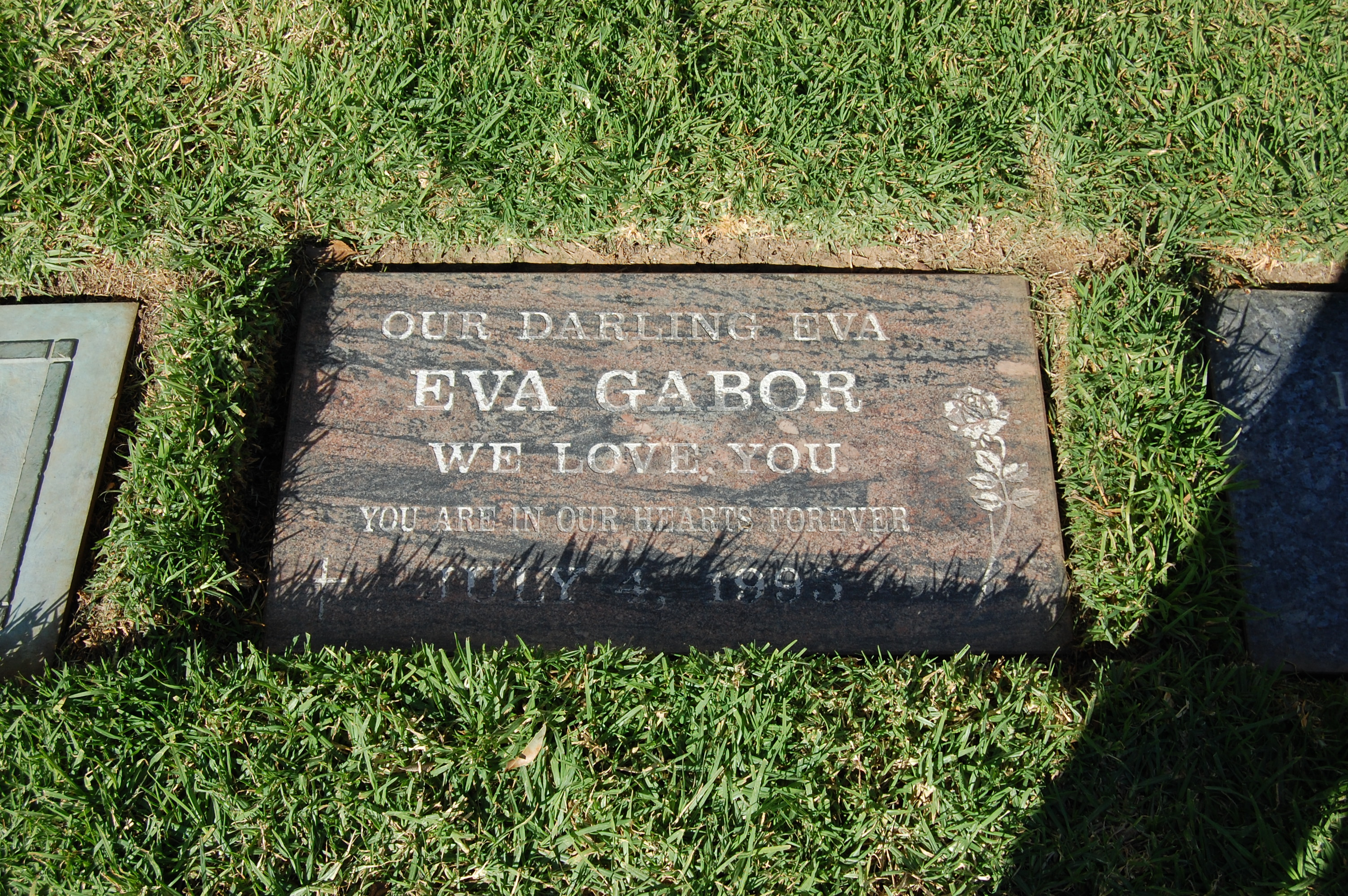
Gábor Éva sírja

Gábor Éva 1995. július 4-én hunyt el Los Angelesben. Temetését 1995. július 11-én tartották Beverly Hillsben a Good Shepherd (Jó Pásztor) Katolikus Templomban. Legfiatalabb testvérként ő hunyt el a leghamarabb. Gábor Magda 1997. június 6-án, Gábor ZsaZsa pedig 2016. december 18-án hunyt el. A Westwood Village Memorial Park temetőjében helyezték örök nyugalomra.

## Filmográfia

### Színházi szerepek
| Szandarab         | Szandarab         | Szandarab          | Szandarab                                                   | Szandarab       | Szandarab |
| Bemutató dátuma   | Utolsó előadás    | Színdarab          | Szerep                                                      | Színház         |           |
| ----------------- | ----------------- | ------------------ | ----------------------------------------------------------- | --------------- | --------- |
| 1950. január 24.  | 1951. július 14.  | The Happy Time     | Mignonette                                                  | Plymouth        |           |
| 1956. március 26. | 1956. március 31. | Little Glass Clock | Gabrielle                                                   | John Golden     |           |
| 1958. január 31.  | 1958. február 8.  | Present Laughter   | Joanna Lyppiatt                                             | Belasco         |           |
| 1963. március 18. | 1963. november 8. | Tovarich           | Tatiana (succeeded Vivien Leigh October 21)                 | Winter Garden   |           |
| 1983. április 4.  | 1984. január 1.   | Így élni jó        | The Grand Duchess Olga Katrina (succeeded Colleen Dewhurst) | Plymouth Royale |           |

### Film
| Év   | Film                            | Szerep                    | Megjegyzés |
| ---- | ------------------------------- | ------------------------- | ---------- |
| 1941 | Kényszerleszállás               | Johanna Van Deuren        |            |
| 1941 | New York Town                   | Minor Role                |            |
| 1941 | Pacific Blackout                | Marie Duval               |            |
| 1942 | Star Spangled Rhythm            | Eva Gabor                 |            |
| 1945 | Egy királyi botrány             | Countess Demidow          |            |
| 1946 | The Wife of Monte Cristo        | Mme. Lucille Maillard     |            |
| 1949 | Song of Surrender               | Countess Marina           |            |
| 1952 | Love Island                     | Sarna                     |            |
| 1953 | Paris Model                     | Gogo Montaine             |            |
| 1954 | Az őrült varázsló               | Claire Ormond             |            |
| 1954 | Captain Kidd and the Slave Girl | Judith Duvall             |            |
| 1954 | Amikor utoljára láttam Párizst  | Lorraine Quarl            |            |
| 1955 | Művészpánik                     | Sonia / Mrs. Curtis       |            |
| 1957 | Az igazság az asszonyról        | Louise Tiere              |            |
| 1957 | My Man Godfrey                  | Francesca Gray            |            |
| 1957 | Don't Go Near the Water         | Deborah Aldrich           |            |
| 1958 | A gonosz érintése               | Stripper a bárban ülve    |            |
| 1958 | Gigi                            | Liane d'Exelmans          |            |
| 1959 | Egy csókkal kezdődött           | Marquesa Marion de la Rey |            |
| 1963 | Egy újfajta szerelem            | Felicienne Courbeau       |            |
| 1964 | Youngblood Hawke                | Fannie Prince             |            |
| 1970 | Macskarisztokraták              | Duchess                   | Szinkron   |
| 1977 | A mentőcsapat                   | Miss Bianca               | Szinkron   |
| 1979 | Diótörő fantázia                | Queen of Time             | Szinkron   |
| 1987 | The Princess Academy            | Countess Von Pupsin       |            |
| 1990 | Mentőcsapat a kenguruk földjén  | Miss Bianca               | Szinkron   |

### Televízió
| Év        | Műsor                                 | Szerep             | Megjegyzés                 |
| --------- | ------------------------------------- | ------------------ | -------------------------- |
| 1951      | Tales of Tomorrow                     | Laura              | Epizódszerep               |
| 1953      | The Eva Gabor Show                    | Önmaga             | Házigazda                  |
| 1954-1955 | Justice                               |                    | 2 epizódban                |
| 1957      | What's My Line?                       | Mystery Guest      | 9. évad, 12. rész          |
| 1959      | Five Fingers                          | Maria Vodnay       | Egy epizódban              |
| 1960-1961 | Harrigan and Son                      | Lillian Lovely     | Két jelenetben             |
| 1965-1971 | Green Acres                           | Lisa Douglas       |                            |
| 1968      | Here's Lucy                           | Eva Von Gronyitz   | 1. évad, 7. rész           |
| 1969      | Wake Me When the War Is Over          | Baroness Marlene   |                            |
| 1973-1982 | Match Game                            | Recurring panelist |                            |
| 1975      | Tattletales                           |                    | Férjével, Frank Jamesonnal |
| 1975      | Ellery Queen                          | Magda Szomony      | Epizódszerep               |
| 1981      | Fantasy Island                        |                    | Epizódszerep               |
| 1982      | Hart to Hart                          | Renee              | Epizódszerep               |
| 1983      | The Edge of Night                     | Statisztaszerep    |                            |
| 1990      | Return to Green Acres                 | Lisa Douglas       |                            |
| 1990      | Close Encounters                      | Eva Hill           |                            |
| 1993      | The Legend of the Beverly Hillbillies | Önmaga             |                            |